# نادي لوليو لكرة السلة
نادي لوليو لكرة السلة (بالسويدية: BC Luleå) هو فريق كرة سلة سويدي للمحترفين تأسس في سنة 1976 يقع مقره في لوليو. يلعب في الدوري السويدي لكرة السلة.

## الإنجازات
- الدوري السويدي لكرة السلة (7):

1996–97، 1998–99، 1999–00، 2001–02، 2003–04، 2005–06، 2006–07
الوصافة: 2009–10

## وصلات خارجية
- الموقع الرسمي